# UY Centauri
UY Centauri (UY Cen) es una estrella variable en la constelación de Centauro.
Tiene magnitud aparente media +7,04 y su variabilidad fue descubierta por W. Fleming y E.C. Pickering en 1911.
Su distancia al sistema solar se estima entre 1920 y 2250 años luz.
UY Centauri es el prototipo de las «estrellas SC», estrellas de características intermedias entre las estrellas S y las estrellas de carbono.
Esta clase de estrellas son muy poco frecuentes; aun siendo estrellas muy frías —la temperatura superfical de UY Centauri es de 2400 K—, en sus espectros prácticamente no se observan bandas moleculares pero sí numerosas líneas atómicas, debido a que su relación carbono/oxígeno es muy próxima a la unidad.
Muestran exceso en el infrarrojo a 60 μm debido a episodios pasados de pérdida de masa estelar y formación de polvo.
De hecho, en 2005 se detectó en UY Centauri un nuevo episodio de formación de polvo acompañado de una disminución de su brillo de 2 magnitudes en banda V.
En la actualidad, su pérdida de masa se estima en 1,7 × 10-7 masas solares por año.
Las estrellas como UY Centauri se encuentran en las últimas etapas de la evolución estelar y son considerablemente luminosas.
UY Centauri posee una luminosidad 4000 veces superior a la luminosidad solar.
Otra característica de estas estrellas es su gran tamaño; el radio de UY Centauri es ~ 370 veces más grande que el radio solar, equivalente a 1,74 UA.
La composición elemental de UY Centauri difiere en algunos aspectos de la del Sol, con una mayor abundancia relativa de litio que nuestra estrella y unos contenidos de los elementos entre el sodio y el hierro —con la posible excepción del vanadio— comparables a los solares.
Los elementos más pesados que el cobalto, son, con algunas excepciones, más «sobrebundantes» que en el Sol.
UY Centauri es una variable semirregular cuyo brillo varía a lo largo de un período de 114,6 días.
Esta variabilidad no está relacionada con el oscurecimiento por polvo sino con pulsaciones en la superficie estelar.